# Nocardia anaemiae
Espèce
Nocardia anaemiae est une espèce de bactérie de la famille des Nocardiaceae.

## Taxonomie
Le nom correct complet (avec auteur) de ce taxon est Nocardia anaemiae Kageyama et al. 2005.

### Étymologie
L'étymologie du nom spécifique de N. anaemiae est la suivante : N.L. fem. n. anaemia; N.L. gen. fem. n. anaemiae, d'anémie, ce qui fait référence à la maladie du patient dans cette condition.